# Tigran Torosyan
Tigran Torosyan (in armeno: Տիգրան Թորոսյան; Erevan, 14 aprile 1957) è un politico armeno.

## Biografia
Nel 1973-1978 ha studiato presso la Facoltà di Radio-Elettronica dell'istituto Politecnico di Yerevan (Università di Ingegneria), contemporaneamente nel 1976-1978 - presso la facoltà di Scienze Sociali. Dopo essersi laureato presso l'Istituto ha conseguito la laurea in ingegneria elettronica e traduttore tecnico (lingua francese) e dal 1978 ha iniziato a lavorare nell'Istituto di macchine matematiche di Yerevan, prima come ingegnere e poi come ingegnere capo. Nel 1988-1995 ha lavorato come capo della suddivisione e collaboratore scientifico. Nel 1990 ha difeso la sua tesi e ha conseguito il titolo di Dottore in Scienze Tecniche. Detiene brevetti su 10 invenzioni e ha scritto più di 30 studi scientifici.
Nel 1996-1998 è stato membro della Commissione elettorale centrale della Repubblica d'Armenia, nel 1997-1998 redattore capo del giornale ufficiale di Hanrapetakan / partito repubblicano Hanrapetakan. Ha scritto più di duecento articoli analitici, che sono stati pubblicati in diversi periodici e raccolte.
Il 30 maggio 1999 è stato eletto deputato dell'Assemblea nazionale della Repubblica d'Armenia dalla lista elettorale di Miasnutiun / Unity Alliance, che ha formato il partito repubblicano e il partito Zhoghovrdakan / popolare. Nel 1999-2003 è stato Vicepresidente dell'Assemblea nazionale della RA. Nel 2001-2003 è stato presidente della commissione ad hoc sugli emendamenti costituzionali dell'Assemblea nazionale.
Il 25 maggio 2003 è stato rieletto dalla lista proporzionale del Partito repubblicano d'Armenia e il 12 giugno 2003 è stato eletto Vice Presidente della Assemblea Nazionale (Armena). Dal 2003 è presidente del comitato ad hoc per gli affari interni sulle strutture europee, capo della delegazione armena all'Assemblea parlamentare del Consiglio d'Europa.
Nel 2004 è stato eletto vicepresidente del gruppo democratico europeo PACE, nel 2006 - Vicepresidente della commissione per il riconoscimento degli obblighi e degli impegni degli Stati membri del Consiglio d'Europa (comitato di monitoraggio).
Fu costretto alle dimissioni dall'incarico nel 2008, dopo le crescenti divergenze con altri funzionari del partito, e in particolare con il Presidente della Repubblica d'Armenia Serzh Sargsyan. In seguito a tali contrasti lasciò il partito e la politica attiva. 